# Imperi neerlandès
L'Imperi neerlandès o Imperi colonial neerlandès, és el nom donat als diversos territoris controlats pels Països Baixos del segle xvii al segle xx.
Els Països Baixos van ser el tercer país europeu a establir un imperi colonial fora d'Europa continental. L'habilitat per a comerciar i la capacitat naval, junts amb l'onada de nacionalisme i militarisme que va seguir la independència d'Espanya, van ajudar a l'empresa. Al costat dels britànics, els neerlandesos van acumular possessions colonials per les companyies, amb el predomini de la Companyia Neerlandesa de les Índies Orientals. Batàvia, l'actual Jakarta, n'era la capital i centre logístic. La intervenció directa de l'estat en l'empresa colonial la va fer prosperar. Els comerciants i els mariners neerlandesos també van participar en l'onada d'exploració que va continuar durant els segles xvi i xvii, encara que els neerlandesos van descobrir vasts territoris gràcies a descobridors com Willem Barentsz, Henry Hudson, Willem Janszoon i Abel Tasman a l'Ártic i a Oceania, aquests territoris no van arribar a formar part de l'Imperi colonial neerlandès.
El poder naval dels Països Baixos va créixer ràpidament i a la fi del segle xvi era una potència marítima d'Europa. Durant el segle xvii era hegemònica als mars i va dominar el comerç marítim durant tota la segona meitat del segle. Durant aquest segle conegut com l'Edat d'Or neerlandesa, la cultura i les ciències hi floreixen.

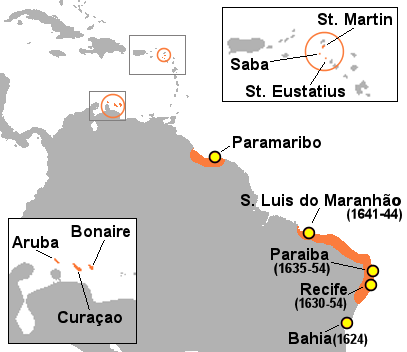
Conquestes neerlandeses a les Índies Occidentals i el Brasil

Els neerlandesos van perdre gran part de les seves colònies, així com l'estatus de potència mundial a les mans dels britànics quan la metròpoli va ser atacada pels exèrcits francesos durant les Guerres Revolucionàries. El país va ser una província francesa durant l'ocupació francesa després de la Revolucio francesa, des de 1795 fins a 1814. Al congrés de Viena del 1815, les potències van crear el Regne Unit dels Països Baixos que aglutinava una gran part de les antigues Disset Províncies de l'antic règim, així com el Principat de Lieja. Els antics Països Baixos austríacs se'n van separar després de la revolució belga de 1830. Van poder mantenir sota el seu domini una part de l'imperi, la resta, tret de les Índies Orientals Neerlandeses: l'Indonèsia, el Surinam i les Antilles Neerlandeses la va haver de cedir a Anglaterra al Congrés de Viena. Va poder mantenir fins al declivi de l'Imperialisme Europeu, durant la segona meitat del segle xx.